# فيليب كروسبي موريسون
فيليب كروسبي موريسون (بالإنجليزية: Philip Crosbie Morrison)‏ هو صحفي أسترالي، ولد في 19 ديسمبر 1900 في ملبورن في أستراليا، وتوفي في 1 مارس 1958.